# 聚楽ティ・エス・エス
聚楽ティ・エス・エス株式会社（じゅらくティエスエス）は、かつて新潟県新潟市中央区に存在した、上越新幹線の車内販売を行っていた会社である。通称として、「聚楽TSS」とも表記される。
ホテル・レストランチェーンの聚楽と、JR東日本グループの日本レストランエンタプライズ（NRE、旧・日本食堂）との共同出資で、1999年に設立された。

## 車内販売を受け持っていた列車
- 上越新幹線 とき・Maxとき：東京 - 新潟間（一部列車のみ）
聚楽ティ・エス・エスの社員とNRE所属のアテンダントが担当する。全員が、NREとは異なる聚楽独自デザインの制服を着用するので、両者の識別ポイントは胸のIDカードだけであった。聚楽ティ・エス・エス担当でも、車内販売では、電子マネー「Suica」・「PASMO」・「ICOCA」・「Kitaca」・「TOICA」が使用可能だった。

## 取扱商品
NREグループであるため、取扱商品は基本的に共通であったが、一部で異なるものも見られた。
- サンドウィッチ
新潟県内大手ベーカリーショップ「ボンオーハシ」（長岡市・新潟市に各法人が存在したが新潟市の法人）の、新潟市中央区にある工場製。2004年頃までは自社調製品を販売しており、ラベルには新潟県木である雪椿の花があしらわれ、封入された紙お手拭きの袋には、新潟県花であるチューリップと、新潟市のシンボル的建造物である萬代橋が描かれていた。なお、NRE担当列車では長らく山崎製パン系デリカ業者の末広製菓（新潟市西蒲区）の製品を扱っていたが、2009年秋頃からボンオーハシ製品を扱うようになった。聚楽ティエスエス撤退後ではあるが2011年6月にボンオーハシが事業停止した為、NREでは自社戸田工場製の「大船軒サンドウヰッチ」を東京から積み込む形となった。

- オレンジジュース
古くからキヨスクなどでも売られてきた、えひめ飲料のポンジュース製品を扱い、NREではJR東日本商事の「J-BIO」を扱っていたが、2007年から「J-BIO」に統一された。

かつて聚楽単独であった時は、食堂車やビュフェのメニュー・車内販売の弁当にも独自性があった。例えば、食堂車のメニューに中華料理を初めて登場させ、「おけさごはん」や「鮭の親子重」のように、新潟県の郷土色を生かした弁当が販売されていた。また新幹線ビュフェではカレーにコーヒーが、ピラフにスープがつくなどのサービスがあったが、末期にはNREに合わせて廃止されてしまった。

## 沿革
- 1963年 - 聚楽が上越線急行において、列車食堂の営業を開始。
- 1968年 - 特急「とき」の食堂車営業開始。
- 1978年 - 特急「とき」の食堂車休止により、車内販売のみとなる。
- 1982年 - 上越新幹線「とき」「あさひ」での車内販売・ビュフェ営業開始。
- 1999年 - 聚楽の列車食堂部門を分離、日本レストランエンタプライズ（NRE）と共同出資の「聚楽ティ・エス・エス株式会社」を設立。
- 2001年 - 上越新幹線「あさひ」でのビュフェ営業終了。
- 2011年3月31日 - 車内販売から撤退。
- 2011年4月1日 - NREに吸収合併される。